# Діну Ліпатті
Діну Ліпатті (рум. Dinu Lipatti; 19 березня 1917, Бухарест — 2 грудня 1950, Женева) — румунський піаніст та композитор. Його кар'єра була трагічно перервана в тридцять три роки смертю, внаслідок лімфогранулематозу. Попри настільки коротку кар'єру і відносно невеликий архів звукозаписів, чимало фахівців досі вважають його одним з найкращих піаністів XX століття.  

## Біографія
Ліпатті народився в Бухаресті в музичній сім'ї: батько був скрипалем, учнем Пабло де Сарасате і Карла Флеша, мати — піаністкою. Хрещеним батьком Діну погодився бути знаменитий скрипаль та композитор Джордже Енеску. Навчався в Національному коледжі Георгія Лазаря, одночасно протягом трьох років займався фортепіано і композицією у Михайла Жори. Потім відвідував Бухарестську консерваторію; займався у Флорики Музіческу, в тому числі приватно. У червні 1930 року в Бухарестської опері відбувся концерт кращих учнів консерваторії, на якому виконання Ліпатті фортепіанного концерту Гріга було зустрінуте бурхливими оваціями. У 1932 році Ліпатті вшанували премією за свої твори — Сонатину для фортепіано і Сонатину для скрипки і фортепіано, а також гран-прі за симфонічну сюїту «Цигани». 
У 1933 році на міжнародному конкурсі піаністів у Відні Ліпатті посів друге місце, поступившись Болеславу Кону; на знак протесту Альфред Корто вийшов зі складу журі. Згодом Ліпатті навчався в Парижі в Нормальній школі музики під керівництвом Альфреда Корто і Надії Буланже, з якою зробив запис декількох вальсів Й. Брамса; також займався композицією з Полем Дюка і диригуванням з Шарлем Мюнш. 20 травня 1935 року зіграв свій дебютний концерт. На згадку про П. Дюка, який помер за три дні до концерту, Ліпатті розпочав концерт хоралом Баха «Jesus bleibet meine Freude» в транскрипції Майри Хесс. 
З початком Другої світової війни Ліпатті продовжував давати концерти на окупованих нацистами територіях. У 1943 Ліпатті змушений був тікати з рідної Румунії разом зі своєю майбутньою дружиною, піаністкою Мадлен Кантакюзен (1915–1982), і влаштувався в Женеві, де обійняв посаду професора по класу фортепіано в консерваторії. До цього часу проявилися перші ознаки його хвороби. Спочатку лікарі були збиті з пантелику, але в 1947 році був поставлений діагноз — лімфогранулематоз (в англомовному світі знаний як хвороба Ходжкіна). Після війни виступи Ліпатті ставали все рідкіснішими. На деякий час його стан покращився завдяки ін'єкціям кортизону (тоді експериментальним) і співпраці з Вальтером Легге, який здійснив більшість записів піаніста. 
Свій прощальний (і записаний) концерт Ліпатті дав на фестивалі в Безансоні 16 вересня 1950 року. Попри серйозну хворобу і високу температуру, він блискуче виконав Першу партиту Баха, ля-мінорну сонату Моцарта, два експромти Шуберта, всі (крім одного) вальси Шопена у власній послідовності. Вирішивши через крайнє виснаження не грати останній вальс (№ 2, ля-бемоль мажор), він замінив його хоралом Баха, з якого колись почалася його професійна кар'єра. 
Менш ніж через три місяці Ліпатті не стало. Він похований на невеликому кладовищі під Женевою; поруч через тридцять два роки була похована його вдова. 

## Творчість

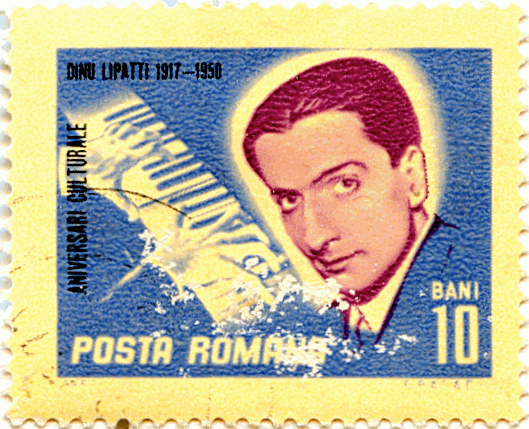
Діну Ліпатті. Поштова марка Румунії 1967 р.

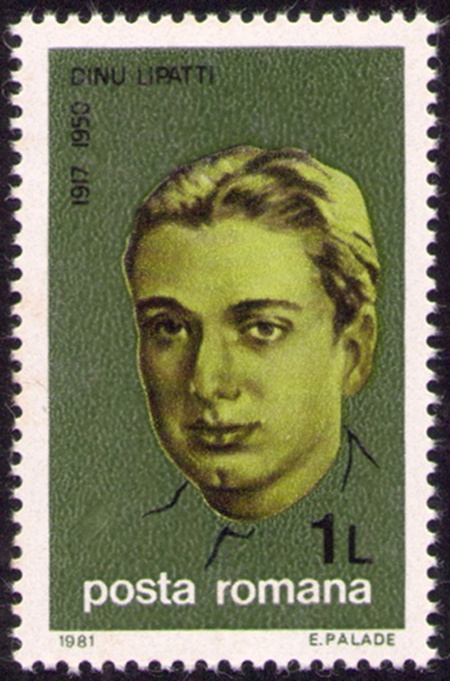
Діну Ліпатті. Поштова марка Румунії 1981 р.

У виконавстві Ліпатті досягнув останніх ступенів поєднання особистісної цілісності піаніста з можливостями тієї піаністичної техніки, яку він використовував у пошуках музичної досконалості. Особливо відзначаються його інтерпретації Шопена, Моцарта і Баха, але серед його записів також твори Равеля, Енеску, Ліста (включно з Концертом № 1), Шумана (включно з Концертом), Гріга (включно з Концертом). Запис вальсів Шопена досі популярний в любителів класичної музики. 
Музика Бетховена була рідкісним гостем у творчості Ліпатті, проте він двічі виконував 5-й Концерт Бетховена в Бухаресті в сезоні 1940–41 року і навіть заявив про готовність записати його для EMI в 1949 році. 

## Значення
Виконавська сила, краса і щирість записів Діну Ліпатті продовжують надихати піаністів і поціновувачів музики в усьому світі. 
З позиції сьогодення манеру Ліпатті розігруватися перед початком виконання можна вважати дещо дивною. Потрібен деякий досвід, щоб зрозуміти, коли вже піаніст розпочав основне виконання твору, оскільки пауз у нього практично немає. 